# 육식주의
육식주의 또는 육식과잉, 카니즘(carnism)은 인간과 다른 동물의 관계에 대한 논의에서 사용되는 개념으로, 사람들이 동물성 제품, 특히 육류의 사용과 소비를 지지하는 지배적인 이념으로 정의된다. 육식주의는 다양한 방어 기제와 대부분 이의가 제기되지 않은 가정에 의해 뒷받침되는 지배적인 신념 체계로 제시된다. 육식주의라는 용어는 사회 심리학자이자 작가인 멜라니 조이가 2001년에 만들어냈고 그녀의 책 "Why We Love Dogs, Eat Pigs, and Wear Cows"(2009)에서 대중화되었다.
이념의 핵심은 육식을 "자연스러운"(natural), "정상적인"(normal), "필요한"(necessary), 그리고 (때로는) "좋은"(nice) 것으로 받아들이는 것이다. 이를 "4N"이라고 한다. 육식주의의 중요한 특징은 특정 종의 동물만을 음식으로 분류하고, 다른 종에 적용하면 용납할 수 없는 잔인함으로 거부될 동물에 대한 관행을 받아들이는 것이다. 이러한 분류는 문화적으로 상대적이다. 예를 들어, 한국에서는 일부 사람이 개를 먹지만 서양에서는 애완동물로 키울 수 있고, 서양에서는 소를 먹지만 인도 대부분 지역에서는 보호 동물로 여긴다.

## 같이 보기
- 도덕심리학
- 종차별주의
- 비거니즘